# Lorenz Plazid Schumacher
Lorenz Plazid Schumacher (* 6. Februar 1735 in Luzern; † 6. Juni 1764 ebenda) war ein Schweizer Grossrat und Verwalter zu Heidegg. Er stammte aus der gleichnamigen Luzerner Patrizierfamilie und war der Sohn des Jost Niklaus Joachim Schumacher und der Anna Maria Meyer von Schauensee. Er galt als abenteuerlustig, leichtsinnig und verschwenderisch und wurde der Verschwörung gegen die Regierung angeklagt und hingerichtet. Ein Onkel war der berüchtigte Pfarrer von Rothenburg Franz Alois Schumacher, ein anderer war Offizier im Luzerner Regiment Keller in Sardinien-Piemont.

## Machtkampf in Luzern
Um die Mitte des 18. Jahrhunderts, dem Zeitalter der Aufklärung, tobte unter den regierenden Familien Luzerns ein jahrzehntelanger Machtkampf zwischen den nach Reformen strebenden Kräften und der auf Bewahren ausgerichteten Partei. Gleichzeitig fürchteten beide Parteien eine demokratische Verschwörung gegen die aristokratische Staatsform. Der Kampf, der als Schumacher-Meyer-Handel in die Geschichte einging, führte Joseph Rudolf Valentin Meyer unter dem Aspekt der ungetreuen Amtsführung gegen die damals mächtigste Familie Luzerns, deren Einfluss er brechen wollte und gegen die er auch einen persönlichen Feldzug führte.

## Entwendung von Staatsgeldern
Zu den Hauptbeteiligten im Schumacher-Meyer-Handel gehörten Franz Plazid Schumacher sowie insbesondere Alt-Säckelmeister Jost Niklaus Joachim Schumacher, dessen Rechnungsablage ein Defizit aufwies, weil 1759 eine Diebesbande in sein Haus eingebrochen war und eine grosse Summe Staatsgelder entwendet hatte. Valentin Meyer behauptete, der Diebstahl sei fingiert gewesen, und die verschwundenen Gelder hätten dazu gedient, den ausschweifenden Lebenswandel seines Sohnes Lorenz Plazid zu finanzieren.

## Ungenutzte Chance
Um seinen Sohn aus dem Schussfeld zu nehmen, empfahl ihm sein Vater 1761 auf Anraten von Vetter Franz Dominik Schumacher, gewesener Kapitänleutnant der herzoglich-lothringischen Leibgarde, nach Wien zu gehen, wo Jost Anton Pfyffer von Altishofen die kaiserliche Schweizergarde befehligte. Franz Dominik Schumachers Schwiegersohn, Johann Martin Bernhard Hartmann, empfing seinen Vetter in Wien und führte ihn in die Garde ein. Auf Vermittlung des Luzerner Gardehauptmanns und Wiener Platzkommandanten, Paul Anton Josef Xaver Cysat, erhielt Lorenz Plazid die Protektion des Fürsten von Liechtenstein (Josef Wenzel) und das Privileg, mit dessen Neffen (Franz Josef und Karl Borromäus) Tisch und Pferd zuteilen. Vom Fürsten erhielt er zudem eine goldene Tabakdose mit dessen Bildnis. Auch sollte er dem Kaiser bei Hofe vorgestellt werden. Ebenso bot man ihm eine Kompanie an. Sein Vater war hocherfreut über diese Gunstbezeugung und schrieb den Majestäten zwei überaus freundliche Dankesbriefe. Seinen Sohn aber beschwor er, in Wien zu bleiben, was immer in Luzern geschehe.

## Ausnahmezustand
Die überstürzte und heimliche Entfernung von Lorenz Plazid Schumacher aus Luzern wurde sogleich als Beweis für die Richtigkeit der Anschuldigung ausgelegt. Es folgten peinliche Untersuchungen, und obwohl keine Unregelmässigkeiten in der Amtsführung seines Vaters gefunden wurden, gelang es der Meyer’schen Partei, Jost Niklaus Joachim Schumacher aller Ehren, Rechten und Ämter verlustig zu erklären. Sein Vermögen wurde beschlagnahmt und er aus der Eidgenossenschaft verbannt.
Als dies Lorenz Plazid in Wien vernahm, vergass er die mahnenden Worte seines Vaters und eilte 1763 empört nach Luzern, wo er die Regierung durch bewusst unstandesgemässes Betragen herausforderte und sich mit Unzufriedenen einliess. Gleichzeitig waren Gerüchte von einem bevorstehenden Überfall der Innerschweizer Landkantone im Umlauf. Es wurden Truppen aufgeboten, die Stadtwache verstärkt und die übrigen Stände gewarnt. So geriet Lorenz Plazid Schumacher in Verdacht, eine Verschwörung gegen die städtische Aristokratie anzuzetteln. Man fürchtete, er könnte sich für seinen Vater rächen, und weil er sich bei den Befragungen ungestüm aufführte, wurde er im Rathaus eingeschlossen. Dabei erhärtete sich der Verdacht der Verschwörung, und als Lorenz Plazid auch noch entwich, setzte man ein Kopfgeld aus. Er wurde verraten, eingetürmt und in Ketten geschmiedet, doch war er sich keiner grösseren Schuld bewusst.

## Hinrichtung
Bei den Verhören soll er u. a. den Namen des Freiburger Verschwörers Jean Pierre de Gottrau de Billens genannt haben, den er in Wien kennengelernt hatte. Wegen solcher Kontakte, aber auch wegen seiner politischen Diskussionen mit unzufriedenen Bürgern und einigen Schriftstücken, die die Vorzüge der Demokratie lobten, gelang es, Lorenz Plazid wegen Hochverrats und Aufforderung zur Rebellion anzuklagen. Einem verurteilten Pastetenbäcker habe er einen respektlosen Brief an die Regierung aufgesetzt und ihm zur Flucht verholfen. Bei weiteren Verhören soll er zugegeben haben, mit Hilfe der Entlebucher die Stadt zu überrumpeln, das Staatsregiment „umzukehren“ und die Bündnisverträge mit Frankreich zu vernichten. Während man in Freiburg, Jean Pierre de Gottrau, der gar ein Waffenlager angelegt haben soll, nur des Landes verwies, wurde Lorenz Plazid in Sichtweite des väterlichen Hauses mit dem Schwert hingerichtet. Den Prozess führte Valentin Meyer als Ankläger, Examinator und Richter. Der Rat bestätigte das Urteil mit 36 zu 16 Stimmen.
Beim wohl sehr übertriebenen Urteil gegen Lorenz Plazid spielten Indizien, Ehrgeiz und Rachegefühle ebenso eine Rolle wie die Furcht vor einer Erhebung des Volkes, das die alten Rechte einfordern könnte. Diese Furcht bestand seit dem Bauernkrieg von 1653 und wurde unter dem Einfluss der französischen Aufklärung wieder aktuell. Mit der Vollstreckung des Todesurteils an Lorenz Plazid Schumacher wollte man zeigen, dass man selbst in den eigenen Reihen nicht davor zurückschreckte, mit der äussersten Härte vorzugehen. Lorenz Plazid musste auch für seine bürgerlichen Mitangeklagten büssen, die auch hohe Strafen erhielten, aber, um das Volk nicht reizen, dem Todesurteil entgingen.

## Familie
Lorenz Plazid Schumachers Witwe Clara zur Gilgen (Tochter des Schultheissen Aurelian und der Maria Ursula am Rhyn) lebte mit ihren Kindern zurückgezogen. Die Töchter gingen ins Kloster, der Sohn litt unter Schwermut und ertrank in der Reuss. Er war Offizier in Frankreich (Regiment Aubonne) und vermählt mit Antonia Dürler. Von seinen acht Kindern konnte sich nur Hyazintha standesgemäss verheiraten (mit Ignaz Pfyffer, Enkel des Generalleutnants und Topographen Franz Ludwig Pfyffer von Wyher). Zwei Söhne starben in fremden Diensten.